# Эскимосские названия снега
Широко распространено утверждение о том, что в эскимосских языках имеется необычайно большое количество слов для обозначения снега. Впервые подобная мысль озвучена Францем Боасом, при описании влияния языков на восприятие мира их носителей. «Эскимосские названия снега» часто используются в качестве клише, иллюстрирующего эту концепцию. Тем не менее, в эскимосско-алеутских языках для обозначения твёрдого состояния воды (снега и льда) используется примерно 7 существительных и образованных от них корней; при этом морфология эскимосско-алеутских языков позволяет более свободное словообразование.

## Роль морфологии
При подсчёте слов очень важно определение терминов «слово» и «корень слова». Первое исследование истинности вышеуказанного утверждения было проведено в 1986 году лингвисткой Лорой Мартин; она изучила его историю и пришла к заключению, что вопрос о количестве слов для снега лишь отвлёк внимание от серьёзных научных работ, посвящённых гипотезе лингвистической относительности. Затем вышло полемическое, наполненное юмором эссе Джеффри Пуллема, позже оказавшее большое влияние на исследования «снежного» вопроса. Оно повторяло критику Мартин, а сам миф назван там «великим эскимосским словарным обманом» (англ. Great Eskimo Vocabulary Hoax). Пуллем утверждал, что сходство количества корней слов, означающих снег, в эскимосских и английском доказывает отсутствие различий в объёме лексики со значением снега. По подсчётам исследователей, у канадских эскимосов существует около 50 «снежных слов» без учёта полисинтетических.
Другие специалисты-эскимосоведы защищают выводы работы Боаса и его полевые исследования инуитов Баффиновой земли.
В языках инуитской и юпикской групп понятия, выражаемые в английском и многих других языках целыми предложениями, часто обозначаются одним словом с большим количеством аффиксов. Из любого корня можно создать очень большое количество слов, а в переводе на другие языки эти слова будут превращаться в словосочетания. В целом можно сказать, что нет смысла сравнивать количество слов в языках со столь различными стратегиями словообразования. Люди, живущие в условиях, где снег или, к примеру, трава, играет важную роль, лучше различают их разновидности и более точно их описывают. Однако из этого не следует, что в языках других культур, где люди видят снег или траву так же часто, но используют другую лексику, имеется меньше слов для описания снега или травы, если те же понятия можно передать словосочетаниями вместо добавления морфем. Иначе говоря, носители английского языка, живущие на Аляске, смогут идентифицировать и назвать не меньше видов снега, чем аборигены.

## Критика
Оппоненты теории «обмана» утверждают, что Боас, живший среди населения Баффиновой земли, учёл полисинтетическую природу инуитских языков и посчитал только слова, «обозначающие осмысленные различия».

## Аналогичные примеры
Исследование, посвящённое саамским языкам Норвегии, Швеции и Финляндии, содержит заключение о том, что в них имеется около 180 слов, относящихся к снегу и льду, а также до тысячи слов для обозначения оленей. Другое исследование, посвящённое конноспортивной лексике в киргизском языке, выявило более десяти определений для наименования возрастных групп лошадей.

## Происхождение
Первое утверждение о том, что в инуитских языках имеется множество слов для обозначения снега, находится во вступлении к «Руководству по американским индейским языкам» (англ. Handbook of American Indian languages, 1911 год) авторства Франца Боаса. Там говорится:

Если снова обратиться к английскому языку, то мы обнаружим, что концепция ВОДЫ выражена в огромном многообразии форм: одно слово служит для выражения ЖИДКОЙ воды; другое — скопления большого количества воды (ОЗЕРО); иные, к примеру, текущий большой (РЕКА) или малый (РУЧЕЙ) объём воды; несколько терминов выражают воду в виде ДОЖДЯ, РОСЫ, ВОЛНЫ и ПЕНЫ. Легко представить, что такой набор смыслов, каждый из которых выражен отдельным термином в английском языке, может быть выражен в других языках формами одного слова. Другой пример подобного рода — слова для обозначения СНЕГА у эскимосов. Здесь мы видим одно слово, aput, выражающее ЛЕЖАЩИЙ СНЕГ; другой — qana — ПАДАЮЩИЙ СНЕГ; третий — piqsirpoq — ПЕРЕМЕЩАЮЩИЙСЯ СНЕГ, ПОЗЁМКУ; четвёртый — qimuqsuq — МЕТЕЛЬ.
Оригинальный текст (англ.)To take again the example of English, we find that the idea of WATER is expressed in a great variety of forms: one term serves to express water as a LIQUID; another one, water in the form of a large expanse (LAKE); others, water as running in a large body or in a small body (RIVER and BROOK); still other terms express water in the form of RAIN, DEW, WAVE, and FOAM. It is perfectly conceivable that this variety of ideas, each of which is expressed by a single independent term in English, might be expressed in other languages by derivations from the same term. Another example of the same kind, the words for SNOW in Eskimo, may be given. Here we find one word, aput, expressing SNOW ON THE GROUND; another one, qana, FALLING SNOW; a third one, piqsirpoq, DRIFTING SNOW; and a fourth one, qimuqsuq, A SNOWDRIFT.
— Handbook of American Indian languages, с. 25—26
Этот фрагмент был также использован в книге «Разум первобытного человека».
Принципиален морфологический вопрос о причинах возникновения отдельных слов — например, озеро, река, ручей вместо «водоместо», «водобыстро» и «водомедленно». В английском языке более одного слова для обозначения снега, но, возможно, Боас хотел показать связь отличий в культуре и отличий в языке.
Согласно гипотезе лингвистической относительности, разработанной американским лингвистом-любителем Бенджамином Ли Уорфом при поддержке известного лингвиста-этнолога Эдуарда Сепира, язык, на котором мы говорим, влияет на нашу картину мира и одновременно отражает её. Данная идея лежит в основе общей семантики. В популярной статье 1940 года Уорф сослался на эскимосские названия снега:

У нас, англоговорящих, одно слово для падающего снега, лежащего снега, уплотнённого снега, талого снега, гонимого ветром снега — в любой ситуации. Для эскимоса подобное общее слово почти немыслимо.
Оригинальный текст (англ.)We [English speakers] have the same word for falling snow, snow on the ground, snow hard packed like ice, slushy snow, wind-driven snow -- whatever the situation may be. To an Eskimo, this all-inclusive word would be almost unthinkable...

Более поздние авторы, Роджер Браун в работе «Слова и вещи» (англ. Words and things) и Кэрол Истмен (англ. Carol Eastman) в работе «Аспекты языка и культуры» (англ. Aspects of Language and Culture), завысили количество слов: к 1978 году количество «слов для снега» достигло 50, а 9 февраля 1984 года неподписанная передовица в The New York Times говорила о сотне.

## Определение «эскимосского языка»
Не существует единого «эскимосского языка». Есть несколько культур, которые называют «эскимосскими», и языки, принадлежащие к эскимосско-алеутской языковой семье. В них может быть больше или меньше слов для обозначения «снега» и, что важнее, слов, которыми обозначают снег.
В праэскимосско-алеутском языке реконструируют три корня со значением «снег»: *qaniɣ «падающий снег», *aniɣu «упавший снег» и *apun «снег на земле». Эти три корня встречаются во всех инуитских языках и диалектах, кроме западногренландского, где нет аналога aniɣu.

## Комментарии
1. ↑  Семь самых распространённых английских слов для обозначения твёрдого состояния воды — snow (снег), hail (град), sleet (крупа, дождь со снегом), ice (лёд), icicle (сосулька), slush (шуга, мокрый снег со льдом) и snowflake (снежинка). Кроме того, имеется родственное слово glacier (ледник) и четыре распространённых лыжных термина: pack (снежный покров), powder (пудра, свежевыпавший ровный снег), crud («распаханный», изъезженный снег), crust (снег, покрытый корочкой наста), соответственно, в английском имеется по крайней мере 12 слов для обозначения снега[источник не указан 610 дней]